# پیتاگوریون
پیتاگوریون یک بندر باستانی است با بناهای تاریخی یونانی و رومی، این بندر در سال ۱۹۹۲ به همراه هرایون در فهرست میراث جهانی یونسکو به ثبت رسید.